# Xanthocampoplex maccus
Xanthocampoplex maccus är en stekelart som först beskrevs av Günther Enderlein 1921.  Xanthocampoplex maccus ingår i släktet Xanthocampoplex och familjen brokparasitsteklar. Inga underarter finns listade i Catalogue of Life.